# Charlie Pasarell
Charles „Charlie“ Manuel Pasarell, Jr. (* 12. Februar 1944 in San Juan, Puerto Rico) ist ein ehemaliger US-amerikanischer Tennisspieler und -funktionär.

## Karriere
Charlie Pasarell begann seine Karriere 1960 als Amateur und war von 1968 bis 1979 als Profispieler aktiv. Im Laufe seiner Karriere gewann er im Einzel 23 Titel und im Doppel 30 Titel, davon vier Einzeltitel und fünf Doppeltitel zu Zeiten der Open Era. Während er im Einzel bei Grand-Slam-Turnieren nur zweimal das Viertelfinale erreichte, konnte er im Doppel mit wechselnden Partnern dreimal das Endspiel erreichen: 1965 mit Frank Froehling bei den U.S. National Championships, 1970 mit Arthur Ashe bei den French Open und 1977 mit Erik van Dillen bei den Australian Open. 1972 gründete er mit Jack Kramer, Donald Dell und Cliff Drysdale die Association of Tennis Professionals, auch bekannt als ATP.
Zwischen 1966 und 1974 bestritt er fünf Begegnungen für die Davis-Cup-Mannschaft der Vereinigten Staaten. Dabei gewann er jede seiner drei Einzelpartien, von vier Doppelpartien konnte er drei gewinnen.
Nach seiner aktiven Karriere war er maßgeblich daran beteiligt, 1987 das Indian Wells Masters aus der Taufe zu heben. Bis 2012 war er Turnierdirektor. 2013 wurde er in die International Tennis Hall of Fame aufgenommen.

## Persönliches
Pasarell wurde als Sohn eines gleichnamigen Vaters geboren, der ebenfalls ein guter Tennisspieler war und in diesem Zusammenhang fünfmal puerto-ricanischer Tennismeister wurde.
Er studierte an der UCLA, für die er auch Tennis spielte.

## Erfolge
| Legende                     |
| Grand Slam                  |
| Masters Grand Prix          |
| Grand Prix Super Series     |
| Grand Prix World Series (9) |
| ATP Challenger Tour         |

| ATP-Titel nach Belag |
| Hartplatz (5)        |
| Sand                 |
| Rasen (3)            |
| Teppich (1)          |

### Einzel

#### Turniersiege
| Nr. | Datum             | Turnier      | Belag       | Finalgegner     | Ergebnis                |
| --- | ----------------- | ------------ | ----------- | --------------- | ----------------------- |
| 1.  | 4. August 1968    | South Orange | Rasen       | Clark Graebner  | 3:6, 4:6, 6:2, 6:3, 6:4 |
| 2.  | 10. Dezember 1972 | New York     | Teppich (i) | Pancho Gonzales | 4:6, 6:2, 6:2           |
| 3.  | 6. Mai 1973       | Kansas City  | Hartplatz   | Tony Roche      | 6:1, 3:6, 6:3           |
| 4.  | 10. März 1974     | Caracas      | Hartplatz   | Eddie Dibbs     | 6:7, 6:2, 6:1           |

#### Finalteilnahmen
| Nr. | Datum            | Turnier   | Belag         | Finalgegner   | Ergebnis                |
| --- | ---------------- | --------- | ------------- | ------------- | ----------------------- |
| 1.  | 6. April 1969    | San Juan  | Hartplatz     | Arthur Ashe   | 7:5, 7:5, 0:6, 4:6, 3:6 |
| 2.  | 11. Oktober 1970 | Denver    | Hartplatz (i) | Arthur Ashe   | 2:6, 6:5, 3:6           |
| 3.  | 5. August 1973   | Columbus  | Hartplatz     | Jimmy Connors | 6:3, 3:6, 3:6           |
| 4.  | 4. November 1973 | Hongkong  | Hartplatz     | Rod Laver     | 3:6, 6:3, 2:6, 2:6      |
| 5.  | 16. März 1975    | São Paulo | Teppich (i)   | Rod Laver     | 4:6, 4:6                |

### Doppel

#### Turniersiege
| Nr. | Datum         | Turnier        | Belag     | Doppelpartner    | Finalgegner                 | Ergebnis      |
| --- | ------------- | -------------- | --------- | ---------------- | --------------------------- | ------------- |
| 1.  | 3. März 1974  | Carlsbad       | Hartplatz | Clark Graebner   | Roy Emerson Dennis Ralston  | 6:4, 6:7, 7:5 |
| 2.  | 30. März 1974 | Tucson         | Hartplatz | Sherwood Stewart | Tom Edlefsen Manuel Orantes | 6:4, 6:4      |
| 3.  | 22. Juni 1974 | Nottingham (1) | Rasen     | Erik van Dillen  | Bob Lutz Stan Smith         | 9:7, 6:3      |
| 4.  | 21. Juni 1975 | Nottingham (2) | Rasen     | Roscoe Tanner    | Tom Okker Marty Riessen     | 6:2, 6:3      |
| 5.  | 10. Mai 1976  | Las Vegas      | Hartplatz | Arthur Ashe      | Bob Lutz Stan Smith         | 6:3, 7:63     |

#### Finalteilnahmen
| Nr. | Datum              | Turnier            | Belag         | Doppelpartner   | Finalgegner                     | Ergebnis             |
| --- | ------------------ | ------------------ | ------------- | --------------- | ------------------------------- | -------------------- |
| 1.  | 14. Juli 1969      | Cincinnati         | Sand          | Arthur Ashe     | Bob Lutz Stan Smith             | 3:6, 4:6             |
| 2.  | 9. September 1969  | US Open            | Sand          | Dennis Ralston  | Ken Rosewall Fred Stolle        | 6:2, 5:7, 11:13, 3:6 |
| 3.  | 7. Juni 1970       | French Open        | Sand          | Arthur Ashe     | Ilie Năstase Ion Țiriac         | 2:6, 4:6, 3:6        |
| 4.  | 20. Juni 1970      | Queen’s Club       | Rasen         | Arthur Ashe     | Tom Okker Marty Riessen         | 4:6, 4:6             |
| 5.  | 18. Oktober 1970   | Phoenix            | Hartplatz     | Jan Kodeš       | Dick Crealy Ray Ruffels         | 6:7, 3:6             |
| 6.  | 2. Mai 1971        | Dallas             | Teppich (i)   | Bob Lutz        | Tom Okker Marty Riessen         | 3:6, 4:6             |
| 7.  | 13. August 1972    | Cleveland          | Teppich (i)   | Frank Froehling | Cliff Drysdale Roger Taylor     | 6:7, 3:6             |
| 8.  | 5. August 1973     | Columbus           | Hartplatz     | Colin Dibley    | Gerald Battrick Graham Stilwell | 4:6, 6:7             |
| 9.  | 10. Februar 1974   | St. Petersburg (1) | Teppich (i)   | Clark Graebner  | Owen Davidson John Newcombe     | 6:4, 3:6, 4:6        |
| 10. | 9. Februar 1975    | St. Petersburg (2) | Teppich (i)   | Roscoe Tanner   | Brian Gottfried Raúl Ramírez    | 4:6, 4:6             |
| 11. | 23. Februar 1975   | Carlsbad           | Hartplatz     | Roscoe Tanner   | Brian Gottfried Raúl Ramírez    | 5:7, 4:6             |
| 12. | 9. November 1975   | Stockholm          | Hartplatz (i) | Roscoe Tanner   | Bob Hewitt Frew McMillan        | 6:3, 3:6, 4:6        |
| 13. | 8. Februar 1976    | Dayton             | Teppich (i)   | Jaime Fillol    | Ray Ruffels Sherwood Stewart    | 2:6, 6:3, 5:7        |
| 14. | 4. April 1976      | São Paulo          | Teppich (i)   | Allan Stone     | Ross Case Geoff Masters         | 5:6, 1:6             |
| 15. | 11. April 1976     | Houston            | Sand          | Allan Stone     | Rod Laver Ken Rosewall          | 4:6, 2:6             |
| 16. | 27. September 1976 | Los Angeles        | Teppich (i)   | Arthur Ashe     | Bob Lutz Stan Smith             | 2:6, 6:3, 3:6        |
| 17. | 9. Januar 1977     | Australian Open    | Rasen         | Erik van Dillen | Arthur Ashe Tony Roche          | 4:6, 4:6             |
| 18. | 13. März 1977      | Johannesburg       | Hartplatz     | Erik van Dillen | Bob Hewitt Frew McMillan        | 2:6, 0:6             |